# Gårdsjöarna (naturreservat)
Gårdsjöarna är ett naturreservat i Avesta kommun i Dalarnas län.
Området är naturskyddat sedan 2011 och är 228 hektar stort. Reservatet omfattar områden kring de två sjöarna Norr-Gårdsjön och Sör-Gårdsjön och består av flytande öar i sjöarna och tallblandskog i området omkring sjöarna.